# Potassiccarfolita
La potassiccarfolita és un mineral de la classe dels silicats, que pertany al grup de la carfolita. Rep el nom per la seva relació amb la carfolita.

## Característiques
La potassiccarfolita és un silicat de fórmula química (K,☐)(Li,Mn2+)₂Al₄(Si₂O₆)₂(OH,F)₈. Va ser aprovada com a espècie vàlida per l'Associació Mineralògica Internacional l'any 2002. Cristal·litza en el sistema ortoròmbic. La seva duresa a l'escala de Mohs és 5.
Segons la classificació de Nickel-Strunz, la potassiccarfolita pertany a «09.DB - Inosilicats amb 2 cadenes senzilles periòdiques, Si₂O₆; minerals relacionats amb el piroxens» juntament amb els següents minerals: balifolita, carfolita, ferrocarfolita, magnesiocarfolita, vanadiocarfolita, lorenzenita, lintisita, punkaruaivita, eliseevita, kukisvumita, manganokukisvumita, vinogradovita, paravinogradovita, nchwaningita, plancheïta, shattuckita, aerinita i capranicaïta.
L'exemplar que va servir per a determinar l'espècie, el que es coneix com a material tipus, es troba conservat al Museu Canadenc de la Natura, a Ottawa (Ontario, Canadà).

## Formació i jaciments
Va ser descoberta a la serralada Sawtooth, situada al Comtat de Boise (Idaho, Estats Units). També ha estat descrita a l'àrea de Glens Peak, al comtat d'Elmore, també a Idaho. Aquests dos indrets són els únics de tot el planeta on ha estat descrita aquesta espècie mineral.